# Mycalesis perna
Mycalesis perna är en fjärilsart som beskrevs av Hans Fruhstorfer 1906. Mycalesis perna ingår i släktet Mycalesis och familjen praktfjärilar. Inga underarter finns listade i Catalogue of Life.